# Conus furvus
Conus furvus é uma espécie de gastrópode do gênero Conus, pertencente à família Conidae.

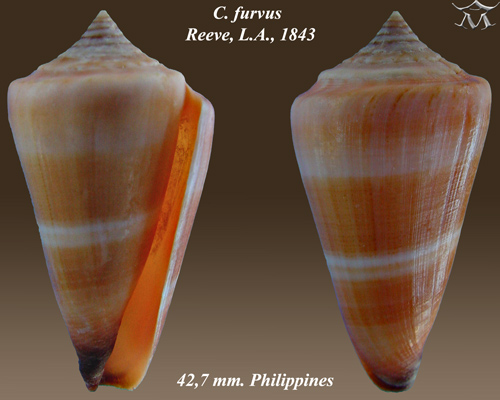
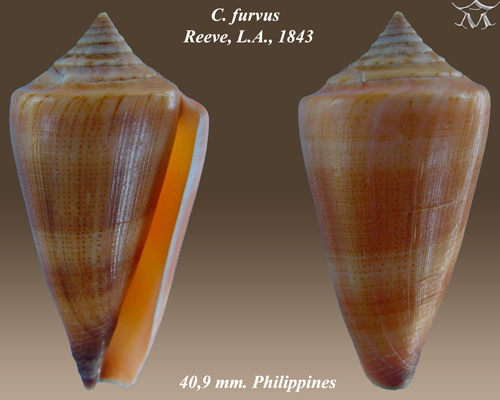
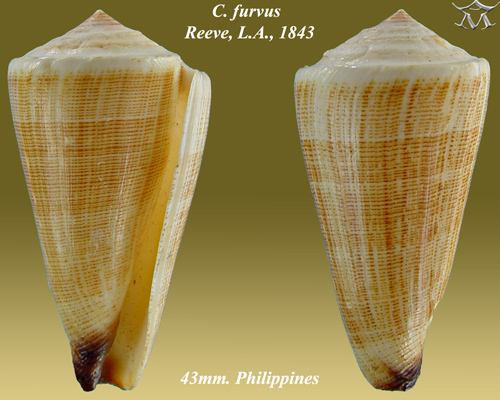
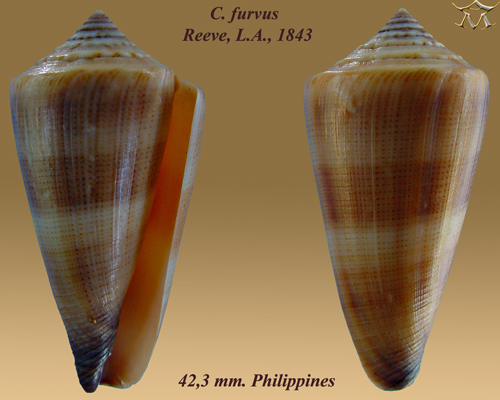
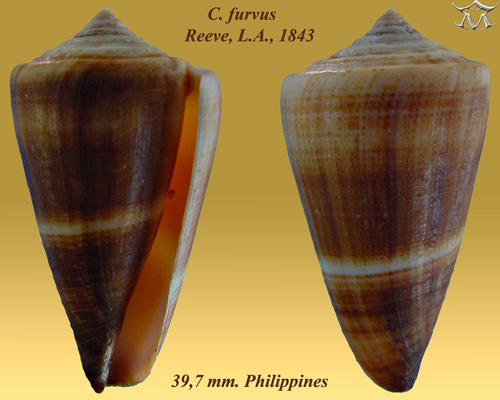

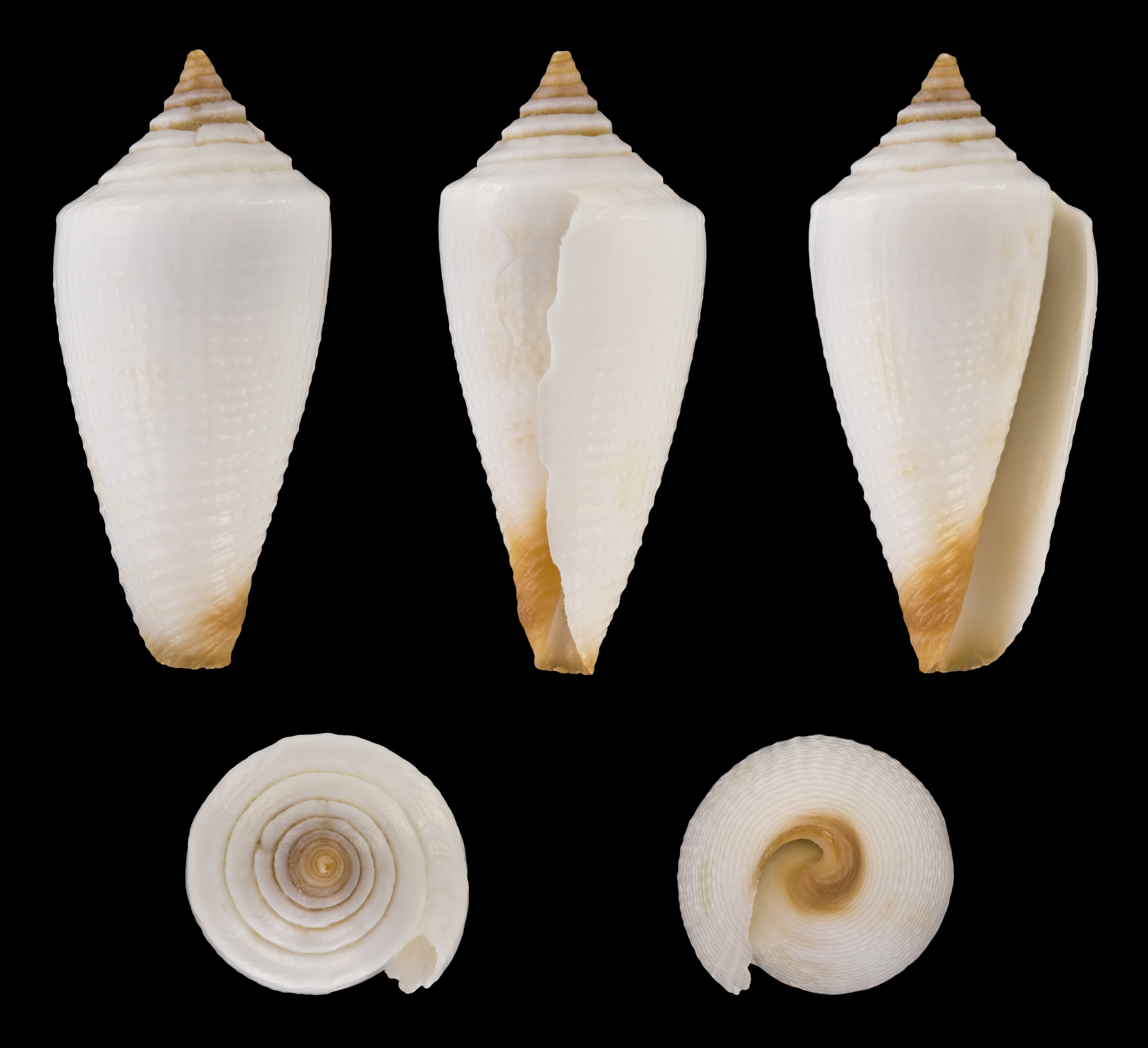
forma aegrotus
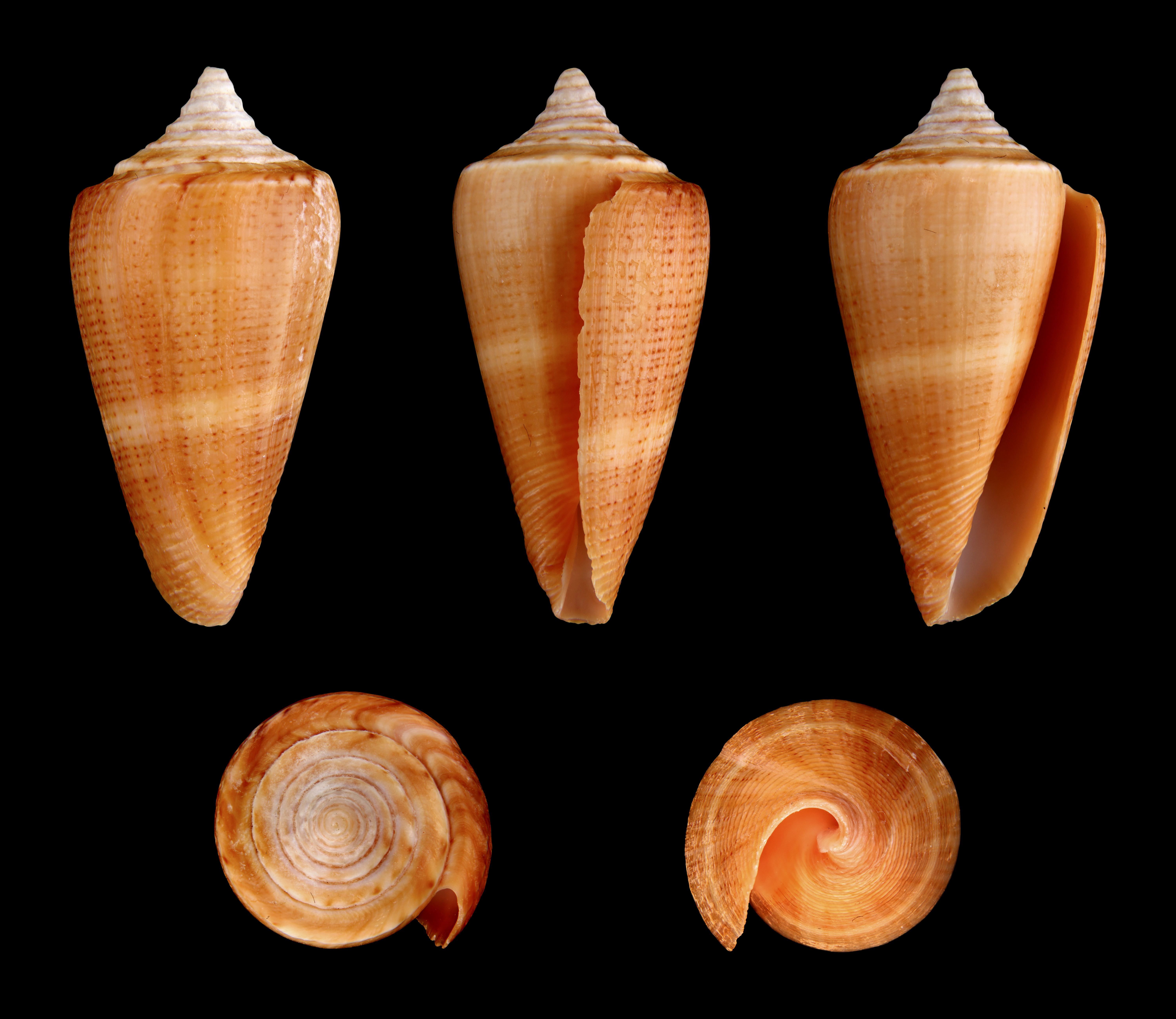
forma lignarius